# 金江小檗
金江小檗（学名：Berberis forrestii）为小檗科小檗属的植物，是中国的特有植物。分布于中国大陆的云南等地，生长于海拔2,700米至3,600米的地区，多生在路边、灌丛中以及华山松林下，目前尚未由人工引种栽培。